# Juan Vicente Gómez
Juan Vicente Gómez (24. červenec 1857 – 17. prosinec 1935) byl venezuelský diktátor a generál, faktický vládce země od roku 1908 až do své smrti v roce 1935. Během této doby byl třikrát prezidentem a v mezičasech vládl prostřednictvím loutkových vlád.
Během jeho diktatury byly provedeny významné veřejné práce. Založil první leteckou společnost v zemi Aeropostal Alas de Venezuela a venezuelské letectvo. Zadal výstavbu prvních letišť: např. mezinárodních letišť La Chinita v Maracaibo a Juan Vicente Gómez v San Antonio del Táchira, dále La Fría, Encontrados nebo základny Sucre. Dále byly stavěny mosty, celní úřady, železnice nebo první terminál meziměstské autobusové linky. Byla také vybudována Transandská dálnice. Byla zreorganizována venezuelská armáda.
Gómez je považován za krutého tyrana, který nechal zavraždit nespočet lidí. Jeho diktatura se však vždy snažila udržet ústavní a demokratickou fasádu. Nechal vládnout krátkodobé loutkové prezidenty, jako byli Victorino Márquez Bustillos a Juan Bautista Pérez, kterým umožňoval řídit správu země podle jejich představ po dobu jejich mandátu.
Gómez byl velkým obdivovatelem venezuelského generála a politika Simóna Bolívara (1783–1830), ikony jihoamerického boje za nezávislost na Španělsku. Narodil se ve stejný den jako on, 24. července, a toužil zemřít ve stejný den, 17. prosince – což se stalo.

## Život
Juan Vicente Gómez se narodil jako čistokrevný Indián z And. Roku 1899 vstoupil do armády a roku 1908 se prosadil jako vojenský velitel. S pomocí armády se roku 1908 stal poprvé prezidentem Venezuely; po 27 let až do své smrti vládl státu jako diktátor. 

### Prezidentství
Jako prezidentovi se Gómezovi podařilo snížit obrovský venezuelský dluh tím, že po objevu ropy u jezera Maracaibo v roce 1918 udělil koncese zahraničním ropným společnostem. To mu následně zajistilo podporu Spojených států a Evropy a hospodářskou stabilitu. Ačkoli peníze použil na zahájení rozsáhlého programu veřejných prací, obdržel také štědré provize, čímž nesmírně zvětšil svůj majetek. Za zásluhy o rozvoj země mu Kongres udělil titul El Benemérito („Zasloužilý“). Naopak jeho odpůrci, kteří kritizovali jeho brutální přístup, mu říkali El Bagre („Sumec“), což byla narážka na jeho knír a vzhled. Přezdívali mu také „tyran z And“ – s odkazem na jeho původ v horském státě Táchira.
Dne 19. dubna 1914 Gómez zdánlivě odstoupil z funkce ve prospěch prozatímního prezidenta Victorina Márqueze, ačkoli zemi nadále vládl ze svého domu v Maracay. Do úřadu se vrátil v roce 1922 a vládl do 22. dubna 1929. Ačkoli byl Kongresem znovu zvolen na další funkční období, odmítl se vrátit do hlavního města a prezidentské funkce se ujal Juan Bautista Pérez. Nejvyšší autoritou v zemi však zůstal Gómez. Dne 13. června 1931 přiměl Kongres Péreze k rezignaci a znovu zvolil prezidentem Gómeze. Ten se tentokrát ujal úřadu a vládl až do své smrti.

## Odkaz
Gómezovo vedení znamenalo pro Venezuelu po materiální stránce vzestup, zejména po objevení ropy. Zisky, které z ní plynuly, umožnily rozvoj moderní infrastruktury. Gómezův důraz na stavbu silnic a vznik pracovních míst v ropném průmyslu podpořil mobilitu obyvatel a častější společenské kontakty mezi Venezuelany z různých regionů – dříve vzácný jev, což v zemi zakořenilo pocit národní jednoty. 
Aby posílil svou moc, uplatňoval kontrolu nad regionálními caudillos. Podařilo se mu tak skoncovat s občanskými konflikty a povstáními, a Venezuela se tak stala na celá desetiletí mírumilovnou zemí. Splatil veškerý zahraniční i vnitřní dluh; jeho fiskální konzervatismus pomohl zemi překonat krach v roce 1929 i Velkou hospodářskou krizi a vedl ke zvýšení hodnoty bolívaru.
Gómezova doba je však také obdobím ekonomické nadvlády USA nad Latinskou Amerikou. Za jeho vlády končila většina bohatství země v rukou Gómeze a lidí z jeho okruhu a také obchodníků z Wall Street. V době své smrti byl Gómez zdaleka nejbohatším mužem v zemi. 
Přinesl sice mír a větší prosperitu, než jakou většina tehdejší Venezuelanů poznala, ale na úkor demokracie. Základními občanskými svobodami pohrdal a jeho tajná policie byla všudypřítomná. Nemilosrdné potírání odpůrců a brutální zacházení s politickými vězni mu vyneslo pověst tyrana. 

## Osobní život
Gómez se nikdy neoženil, měl však dvě milenky. První byla Dionisia Gómez Bello, s níž měl sedm dětí. Druhou pak Dolores Amelia Nunez Linares' de Cáceres, s níž měl devět dětí. Kromě nich měl několik desítek dalších dětí s jinými ženami. Řadu z nich pak jmenoval do veřejných funkcí, a byl tak kritizován za nepotismus.